# Eurycyde platyspina
Eurycyde platyspina là một loài nhện biển trong họ Ascorhynchidae. Loài này thuộc chi Eurycyde. Eurycyde platyspina được miêu tả khoa học năm 1992 bởi Stock.